# گرترود جیکل
گرترود جیکل (انگلیسی: Gertrude Jekyll; ‎/ˈdʒiːkəl/‎ JEE-kəl؛ ۲۹ نوامبر ۱۸۴۳ – ۸ دسامبر ۱۹۳۲) باغبان، طراح باغ، هنرمند و نویسنده اهل انگلستان بود.
او بیش از ۴۰۰ باغ را در بریتانیا، اروپا و ایالات متحده آمریکا طراحی کرده‌است و بیش از ۱۰۰۰ مقاله در مجلات گوناگون نظیر «کانتری لایف» و «گاردن» (متعلق به ویلیام رابینسون) نوشت. علاقه‌مندان باغبانی در آمریکا و انگلستان، او را به صورت «یکی از پیشگامان برجستهٔ مؤثر در طراحی باغ» توصیف کرده‌اند.
او بابت فعالیت‌های هنری‌اش، برندهٔ افتخارها و نشان‌های گوناگونی شد که از آن میان می‌توان به «نشان افتخار ویکتوریا» اشاره کرد.